# Rudrapur (Deoria)
Rudrapur is een nagar panchayat (plaats) in het district Deoria van de Indiase staat Uttar Pradesh. 

## Demografie
Volgens de Indiase volkstelling van 2001 wonen er 28.324 mensen in Rudrapur, waarvan 51% mannelijk en 49% vrouwelijk is. De plaats heeft een alfabetiseringsgraad van 52%. 